# Ichijo
Keizer Ichijō (一条天皇, Ichijō-tennō, 15 juli 980 – 25 juli 1011) was de 66e keizer van Japan volgens de traditionele opvolgvolgorde. Hij regeerde van de 23e dag van de zesde maand van Kanna 2 (986) tot de 13e dag van de zesde maand van Kankō 8 (1011).

## Genealogie
Ichijō’s persoonlijke naam (imina) van voor hij keizer werd was Kanehito-shinnō. Hij was de zoon van keizer En'yū en Fujiwara no Senshi, een dochter van Fujiwara no Kaneie. Er bestaan geen bronnen die vermelden of hij broers en/of zussen had, waardoor historici over het algemeen aannemen dat hij het enige kind was van En'yū.
Ichijō had zelf vijf keizerinnen en hofdames, met wie hij vijf kinderen kreeg. Twee van deze kinderen werden later ook keizer: Go-Ichijo en Go-Suzaku.

## Leven
Ichijō’s viel samen met het hoogtepunt van de cultuur uit de Heianperiode, en de top van de macht van de Fujiwaraclan.
Ichijō werd in 984 tot kroonprins benoemd door keizer Kazan. Er zijn geruchten dat na deze bekendmaking Ichijō’s grootvader Kaneie met een complot kwam om Kazan af te laten treden. Kazan trad na een korte regeerperiode af, waardoor Ichijō op zijn zevende op de troon kwam. Kaneie werd zijn regent, en had daarmee de feitelijke macht in handen.
Ichijō hield van literatuur en muziek. Hij was vooral dol op de fluit. Ichijō stond tevens bekend om zijn kalme karakter, wat hem geliefd maakte aan het hof.
Tijdens Ichijō's regeerperiode, werden er keizerlijke bezoeken gebracht aan de schrijnen Kasuga, Ōharano, Matsunoo, en Kitano. De traditie om deze schrijnen te bezoeken werd door latere keizers overgenomen.
Ichijō was in totaal 25 jaar aan de macht als keizer. In 1011 trad hij af. Amper een maand later stierf hij op 32-jarige leeftijd. Hij ligt begraven in een van de zeven keizerlijke tombes in de Ryoan-ji tempel in Kyoto.
* Regent Jingu staat niet op de traditionele lijst.